# Macrothemis ultima
Macrothemis ultima är en trollsländeart som beskrevs av Gonzalez 1992. Macrothemis ultima ingår i släktet Macrothemis och familjen segeltrollsländor. Inga underarter finns listade i Catalogue of Life.